# 池乃めだか
池乃 めだか（いけの めだか、1943年〈昭和18年〉7月3日 - ）は、日本の喜劇俳優、お笑いタレント。吉本新喜劇元座長の座員。
本名は中井 昭彦（なかい あきひこ）。大阪府守口市出身。吉本興業所属。身長149 cm、血液型B型。既婚。
愛称は池やん、めぐ坊、めーちゃん、ちっさいおっさんなど。

## 略歴
大阪府守口市出身。守口市立第一中学校卒業後、三洋電機に約6年半勤務した（19歳の時には長らく結核で入院していた）後、1966年（昭和41年）に23歳で芸能界入り。当初は松竹芸能からデビューした。
1968年（昭和43年）に正司玲児らと「中井次郎」の名で音楽ショウ「ピスボーイ」にドラマーとして参加、10日もたたないうちに熊本市民ホールで初舞台。まもなくして、以前から知遇を得ていた海原小浜門下に入り「海原めぐる」（二代目、初代は漫談のミヤ雀仙）と芸名を変え、三洋電機時代に知己を得ていた海原かける（海原小浜の息子で、海原やすよ・ともこの父）と漫才コンビ「海原かける・めぐる」を結成。この頃ケーエープロダクションに移籍し、同事務所の本拠地であった寄席劇場・梅田トップホットシアターを中心に活躍していたが、1972年（昭和47年）吉本興業へ移籍。1976年（昭和51年）海原かける廃業にともない同年吉本新喜劇に入団「池乃めだか」に改名した（「池乃」の名付け親は六代桂文枝，「めだか」は本人）。
新喜劇入団後、長い間セリフのほとんどない子役ばかりを演じていて、新喜劇に対する意欲を失いつつあった。そこへ、いま寛大（当時、はな寛太とのコンビを解消していた）から「漫才コンビを組まないか」と誘いかけられ、約1年悩んだ末に新喜劇を辞めてコンビを組むことを決意し、劇場支配人にそのことを伝える。しかし、その場で支配人がめだかを副座長として間寛平とともに出演させようとしていたことを知った。寛大とのコンビを組むのを撤回（寛大には土下座して謝り了承された）、以後寛平との掛け合いで人気に火がつき、その名が知れ渡るようになった。1980年代後半、吉本本社による「新喜劇やめよッカナ?キャンペーン」で看板役者が次々と降ろされていく中、桑原和男、中山美保らと共に残留、その後若手育成の為座長に就任した。1995年、内場勝則、辻本茂雄、石田靖の3名がニューリーダー（1999年から吉田ヒロも加えて「座長」と呼び方を変更）に就任したのを受け、座長を卒業したものの、その存在感や人気は現在でも現座長たちに決して引けを取らない必要不可欠な存在の重鎮である。借金過多で吉本新喜劇を一時的に追放された帯谷孝史とともに、すでに1999年には新喜劇の行く末を案じていた（40周年記念本『ゲラゲラ・ハッピィ』での発言による）。
その後も重鎮として活動し続け、2006年に新喜劇の新座長に就任した小籔千豊のメインイベント「コヤブ新喜劇」のフリートークコーナーでは、「もう新喜劇も引退かなと思ってたところに小籔みたいなのが出てきたから、あと2、3年頑張ってみようと思う」という発言をしている。
2011年末に健康診断を受けた際に、頭部に未破裂性脳動脈瘤が発見されたため、2012年4月6日に大阪市内の病院で開頭手術を受けた。その後1か月半ほどの自宅療養を経て同年5月29日に京都府のよしもと祇園花月での吉本新喜劇公演で舞台に復帰した。
2023年2月、脳梗塞を発症し、2週間入院。
同年9月19日から1週間、なんばグランド花月にて史上最年長座長公演「吉本新喜劇/池乃めだか傘寿記念公演」を行う。

## エピソード
- 宮川大助やメッセンジャー黒田、田村裕（麒麟）らと並んで、吉本でも指折りの極貧経験を持つ。幼少期に父が病死し、母は病気がちだった。兄は一度蒸発しており、帰ってきてめだかに「目の黒いうちはもう出て行かへん」と約束したものの、ほどなくして「目が白ぅなった」と言い、めだかが小学6年生の頃に再び蒸発。そのため中学時代から一人暮らしを始めた。朝刊の配達で生計を立てていたが、配達用の自転車が大人用のものしかなく、「三角乗り」（荷物用自転車のフレームの間に片足を突っ込んでペダルをこぐ乗り方）で自転車を操っていた。一時は「民生委員の世話になってはどうか?」という周囲の勧めもあった。金で態度が一変する定食屋の主人を見て「大人は汚い」と思ったこともある。一方でこの頃の経験を元に、金を渡されて「ワシらカネで転ぶと思ってるんか」と相手にくって掛かって、そのまま転んでしまうといった、今のギャグにつながっている部分もある。
- 中学時代の成績は非常に優秀であったが、経済的な事情で高校進学を身内から反対されていた。高校進学を勧めるため、当時の担任教師が身内を説得しに訪ねたという。結局、定時制高校に入学するものの、やはり経済的事情のため中退している。
- サラリーマン時代に上司から宗教勧誘を受け、それを断ったことで気まずくなり脱サラした。
- 吉本新喜劇の舞台では、身長が150cm未満である事を持ちネタにしている。公称身長は149cmだが、実際は145cmしかない。また、大阪道頓堀のくいだおれ人形(くいだおれ太郎）よりも低く、自分の娘が小学生の時に身長を追い抜いてしまったという。
- 子煩悩だが、過去に「パンチDEデート」のドッキリ企画に出演した際、めだかが居ない場面で娘に無茶苦茶に言われ、「どうしようか、もう。あの時は（番組の）舞台に出て行くの止めようかと思った」と述懐している。
- 自宅で猫を飼っている。
- 人柄の良さや温厚な性格から多くの後輩に厚い信頼を寄せられており、今田耕司は「年の離れた親友」とめだかのことを慕っている。また、自身の経営する居酒屋に、新喜劇の若手の山本奈臣実を雇っていることからも面倒見の良さが垣間見える。ただし、新喜劇に対しては一家言があり、前述の今田耕司ら「ヤメよっかなキャンペーン」で共演し卒業したタレントについては、「最後まで交われることはなかった」と述懐している。
- 特技はドラムスで、芸能生活30周年記念公演などで腕前を披露している。
- 大阪タイガース時代からの阪神タイガースファン。
- 事務所の後輩で同じく背の低いナインティナインの岡村隆史と、誕生日・血液型が同じである。
- 芸名＝役名が基本の吉本新喜劇において、池乃は特例的に「中井一郎」もしくは「池乃一郎」という役名で出演している。
- 今いくよ・くるよと同部屋になって寝た時、いくよに執拗かつ性的に絡んでいったことがある。絡んでいった理由は桂きん枝によると「怖い夢を見たから」。
- なんばグランド花月の出番が1週間続いた際に自家用車で通勤していたが、その際に「無人の自動車が走っている」と通報を受けた警察署員に取り囲まれたことがある（2010年10月30日放送分・毎日放送『よしもと新喜劇』より）。

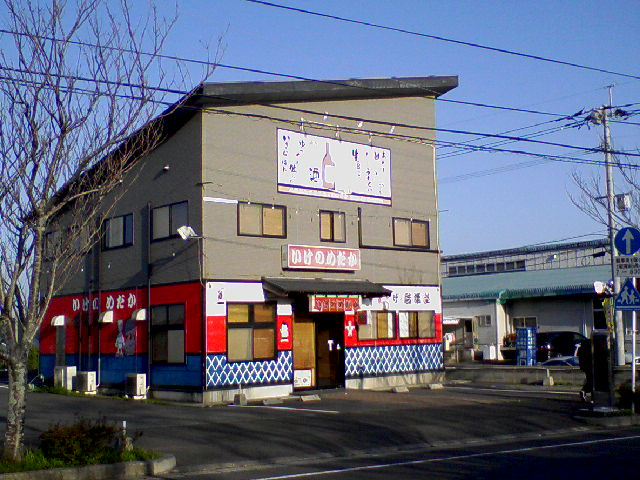
居酒屋「いけのめだか」

- プロゴルファー横峯さくらの父横峯良郎は、めだかの熱狂的なファンであることで知られている。自身の経営する居酒屋の店名に「いけのめだか」、ジュニアゴルファー育成練習場にも「めだかクラブ」と名付けているほどで、『めちゃ²イケてるッ!』でめだかと共演した時にはその喜びを露にしていた。また、めだか自身も横峯さくらの応援に駆けつけるなど親交は深い。
- 過去に眼などを数度プチ整形しており、レギュラー出演していた『ナンバ壱番館』にはサングラス姿で出演したこともある。
- 2002年、安部公房作・鴻上尚史演出の舞台『幽霊はここにいる』の主役に抜擢された。2005年からは、陣内智則と共に『歌笑HOTヒット10』（日本テレビ）にレギュラー出演、全国区に進出している。
- 『歌笑HOTヒット10』に猫ひろしがゲスト出演した際、ネコのモノマネ対決をした。
- 2006年4月4日のオリックス・バファローズ対千葉ロッテマリーンズでのセレモニーで国歌を歌った。
- 2006年、ケツメイシの「旅人」のプロモーションビデオにて、ゲスト出演。
- 2006年6月11日に芸能生活40周年記念イベントとして「ちっさいおっさん祭り」がなんばグランド花月で行われた。
- 2006年11月25日放送の『よしもと新喜劇』ちっさいおっさん芸能生活40周年記念スペシャルで無重量状態を体験した。
- 2008年10月26日放送の『寛平まつり』で、寛平と「猫VS猿」のネタをやったが、寛平に、着ている物を全部脱がされてしまった。2015年10月20日から1週間上演で自らが座長を務める「池乃めだか50周年グランド花月」でも同じことをされた[7]。
- 2015年9月19日にMBSテレビで放送された『朝まで生よしもと新喜劇〜2人のちっさいおっさん祭り〜』（池乃めだか芸能生活50周年記念）「池乃めだか＆すっちー、2人のちっさいおっさんヒストリー」にてかける・めぐる時代の写真を見て、元相方の娘である海原やすよとのそっくり具合を明かした。ちっさいおっさんの1人である岡村隆史も出演。
- iPad miniを購入し、将棋や数独のアプリを利用している。

## ギャグ
他の芸人たちより頭一つ小さい体を生かした「ちっさい（小さい）おっさん」ネタと、猫の形態模写を生かした芸に特徴がある。

### 身長に関するもの
- 「ちっちゃな頃からちいちゃくて、15で背丈が止まったよ」「ちっちゃな頃から悪ガキで、15で背丈が止まったよ」（「ギザギザハートの子守唄」の節で）
- 発作を起こして苦しむふりをして、心配そうに近づいた女性を両足で挟み込んで苦しませる。「かかりましたな?飛騨の山中に篭ること十余年、あみ出したるこの技、名づけてカニバサミ。もがけばもがくほど身体にくい込むわ!どうや!?動けるもんなら動いてみぃ〜!!」などと述べるが、女性は平気で立ち上がって、そのまま引きずっていく。柔道の「胴絞」に近い。柔道には同名の「蟹挟」という技が存在するが、このカニバサミとは全く異なる技である（寝技ではなく立ち技で、相手の足を自分の足で挟み込み倒す技）。昭和58年ごろに原型が生まれたネタで、その時は足を絡めて倒していたが、その後笑いを増すために胴を挟んだまま引きずられていくアイデアを加えた[8]。
- 酒を呑んで「小さいから、酔うのも早いわ。けど、さめるのも早いで〜」
- 「ちっさくても力は強いで!!これでも大人や。」「こうして力があるところを見せんと、ロビーで子供にバカにされんねん」
- 若い女性（山田花子など）や自分の背丈と同じ子供とのつかみ合いで、本気のやりとりを繰り広げた挙げ句、「あかん、これ以上やると、ワシが本気になる」。
- 喧嘩の仲裁に入っても気づかれないので、「わしが邪魔にならんか!?」と突っ込む。「こんなとこに挟まれて谷間に咲いたユリの花や」と言う。
- （共演者）「まぁ、かわいい坊や。いくつなんかな?（あるいは「お母さんは?」）」

（めだか）「七つになったの〜だけどこの前、視力検査してもらったの〜そしたら老眼だって言われて…やかましいわ!」
その他にも「僕ね、お父さんがギリシャ人でお母さんがイギリス人のハーフ、だから僕、キリギリスなの」
似たようなものに、「お父さんがカナダ人でお母さんがイタリア人、だから僕、カナリアなの」というのもある。
- 登場時「あれ？さっきまでいたのにどこにもおらんやないか！」と入ってきても気づかれないのがお決まり。
- 場にいる全員で探し始めるが、体格の大きい人物(主に川畑泰史や酒井藍など)が池乃に被るように立って探し始め、「皆既日食(月食)になってますよ〜」と池乃がいうと「いや、こっちは怪奇現象ですよ！」と探している側が言う。
- その後、「村長（めだか）はいずこ、声はすれども姿は見えず」「ここだよ〜、声が聞こえるだろ、声が!もっと声に近づいてごらん」とめだかが言った後、周りが近づいてきたら続けて（坂本九の「見上げてごらん夜の星を」の節で）「見下〜げてごら〜ん♪」と歌い、周囲が「うわ〜っ”」と驚く。

この手のネタは、身長がほぼ同じ中山美保も使っているが、最近は専らめだかのギャグとなっている。
このネタ終了後、歌うまで自分を探していた共演者に対して「2回ぐらい目が合うたで」などとツッコミを入れることもある。
ネタ終了後は引き攣った顔で手を叩きながら「はいはい、おもろいおもろい」「面白かったね〜(棒読み)」など、明らかに怒っているかのような演技をする。
- 人質をとった犯人を説得しながら最後は「最近孫に気付かれた、じいちゃんなんで小さいの? 俺はどう答えたらいい!?」となぜか犯人に問いかける。
- 他の出演者に小さいことを言われたり、肩車から降ろされたりした後、「俺思ってたより小さかってんな〜」または「これが普段の見慣れた景色やがな」と笑いながら言った後、後ろを向いて涙を拭く真似をし、「泣かんでもええ！」と突っ込まれる。または、イスなどを蹴って八つ当たりする。

小銃や大金や高価なもの（皿など）を奪って逃げようとしたとき、椅子や台の上で手を上げて取れないようにするが、背の高い出演者に取り返された後泣くというパターンもある。劇のエンディングで行うことが多い。
- 後輩に、「兄さんは昔180cmはあったんですって?」と言われ、「まぁ、177～78はあったかな」「それがどうしてこんなんになりましたねん」「糖尿病で、タテに痩せたんや」とやり取りをみせる。
- 女性が泣いているときに、「僕の胸でお泣き」と慰めるが、共演者に「それはできん」と横槍を入れられ、「頭でお泣き」というと、実際に女性が頭で泣きじゃくる。
- 他の出演者が情報誌を持ってきて、見せるときに高いところで見せ、めだかだけ背が低いので見られないのでダダをこね、「もう×××行かへん〜〜!!」と言う（×××には、ほとんどの場合幼稚園が入るが、自衛隊や証人喚問が入ったこともある）。身長がほぼ同じ山田花子はなぜか見えているらしい。『なにわ人情コメディ 横丁へよ〜こちょ!』では、陣内智則が藤原紀香と結婚したことを煽り、「もう紀香と結婚せえへん〜〜!!」と言う。
- ネクタイを外し「俺がネクタイ外したらどうなるかわかるか!」「どうなんねん?」（ネクタイを手に持って頭の高さから垂らして）「長さが（身長と）一緒や!」。

『なにわ人情コメディ 横丁へよ〜こちょ!』の北海道ロケでは、弓矢の体験をしたとき、弓と身長が同じだったので、このネタを使った。
- 膝立ちになった石田靖や小籔千豊に「ひざまずいてわしと同じ身長かい」「なんか腹立つなぁ」。
- 石田靖との競演の際には、（めだかの）背が小さすぎる、（石田の）背が高すぎる・・・といったやりとりを繰り広げた後、石田が足を振り上げてめだかの頭を超すパフォーマンスをする。その後、「いや～、超すお前もすごいが、超される俺もすごいな～」と言いつつ泣く。
- 吉田ヒロが歌う『ワン、ツー、スリー、フォー、はいちっさいおっさん、ちっさいおっさん〜♪発条仕掛けのちっさいおっさん〜♪ちっちゃいちっちゃいちっちゃいちっちゃいちっちゃいおっさん〜♪はい!!』を受けて、『何でっか?何でっか?ちっさいおっさんここだっせ〜♪ちっさいちっさいちっさいちっさいちっさいおっさん〜♪最近孫が気ぃつきよった、爺ちゃん 何でちっちゃいの? やかましいわ!!』と言って蹴りを出す。

『ちっさいおっさんここだっせ♪ちっさいちっさいちっさいちっさいちっさいおっさん〜♪二階におっても（竹馬乗っても、高下駄履いても、他多数）やっぱりちいさい♪喧しいわ!!』というパターンや『ちっさいちっさいちっさいちっさいちっさいおっさ〜ん♪子どものプールで溺れてた♪』というのも見られ、その時に思いついたものを言っているようである。
この後は客の拍手と同時に泣くフリ。
- 1990年代初頭〜中盤にかけては、吉田ヒロの「ミクロマン」の振りに対しても同様のやりとりが繰り広げられた。

（ヒロ） 「○○のミクロマンです」（○○には役柄の背景を入れる）
（めだか） 「誰がミクロマンじゃ!」
（ヒロ）「だって、ミクロマンじゃないですか!」「ワン、ツー、ミクロマ〜ン♪ミクロマ〜ン♪ミクロの王様ミクロマ～ン♪ミクロ!ミクロ!ミクロ!ミクロ!」
（めだか） 「ぬははは、俺たちゃミクロマンだ〜!！俺たちの姿は誰にも見えないんだ〜　あっ、顕微鏡（もしくは抗生物質）だ、隠れろ!」
- 店を訪れる設定の際に、自分の身長よりもはるかに高い位置にあるのれんをかき分ける動作をして、周囲からツッコまれる。
- （ヤクザなどを相手にする場合）「俺を怒らせたらどうなるか分かっとるか？俺の回し蹴りを受けたら、お前のこめかみが音を立てて砕けるぞ」と言いながら回し蹴りを試みるが、相手のくるぶしをかするくらいの蹴りしか出せずツッコミ倒される。
- 島木譲二からはなんやこのスモールボーイと言われたこともあった。

### 猫に関するもの
- 猫の真似。最初はボールを相手にじゃれている真似をするが、最後は便を出す真似になる。間寛平と共演する時は、間の真似する猿との掛け合いも見られる。

『なにわ人情コメディ 横丁へよ〜こちょ!』では、喧嘩している出演者を交通整理のように笛で取り締まり、いろいろなポーズをするが、最終的に猫になり、便を出す。
- 他の役者に首根っこを掴まれると「人をシャム猫（アメリカンショートヘア）みたいに」。「そんなええもんとちゃうやろ」と突っ込まれる。

### その他
- 喧嘩でボコボコにやられた後、「よっしゃ、今日はこれぐらいにしといたるわ」（この後、めだかをボコボコにしていたチンピラ達が全員一斉にズッコケる）めだかの持ちネタの中では最も有名なギャグ。
- 喧嘩でボコボコにやられた後や、詰問される時に服や首根っこを掴まれて激しく揺すられた後で酔っ払ったふりをして、「ほなもう一軒いこか〜」「さあ、□□へ飲みに行こか〜」（□□には、長居公園や千林、堺東などの大阪の地名が入る）。
- 伏せがちにクスクス笑った後で顔を上げ、右目を閉じて片目を大きく見開き「グゥアハハハ!」「ニャハハ!」と派手に笑う。
- 「はっさくと書いて発作や」
- 自己紹介の時「いや〜お会い出来て光栄です。保安官のロバートです」（昔の西部劇ドラマの吹替のマネ）
- 「はじめまして、NASAの池乃です」「NASAってアメリカ航空宇宙局の!?」「いや、中村（NA）さつまいも（SA）店や」（他に「中山酒店」）

「ロスからきた池乃です」「ロスってロサンゼルスですか?」「六本木（ロ）のスーパー（ス）や」
「FBIの池乃です」「FBIってアメリカ連邦捜査局の!?」「藤原（F）弁当（B）板橋（I）支店です」
- ヤクザに脅されて言い訳しているうちに、次第に時代劇調なセリフに変わっていき、最後に「お願ぇでございますだ。お代官様!」と叫んですがりつく。
- 言い争いをしている時に「もういい! もういい…いつからだ、いつからだ言ってみろ! 昔のお前はそうじゃなかったはずだ。昔のお前はそんな分からず屋じゃなかったはずだ」と洋画の説教口調でセリフを言い、最後に「わかったな（そうだろ）、△△」（△△にはピッコリーノ・ハーゲンダッツ・ロッテリア・セブンイレブン・ブロッコリー・クローゼットなどが入る。近年はボラギノールが入る場合が多い。言い終わった後に共演者に「誰が〇〇やねん。」と突っ込まれてオチとなる。『なにわ人情コメディ横丁へよ〜こちょ!』では、『新喜劇』の時よりも長く続き、最後にオール巨人に向かって「すまんがコーヒー（ブランデー）を入れてくれ、モンスター」（または、「馬車を回してくれないか、モンスター」）などと言う。また、陣内には「黙ってろ、サプリメント（ソルマックやレオパレスの場合もある）!」と呼んだことがある。石田靖に「わかったな、ピッコリーノ」と言って「誰がピッコリーノや!!」と返された後、「あんたの背がチッコリーノやろ!!」と突っ込まれたことがある。

このネタに対して突っ込んだ出演者に「黙ってろ、○○!」と言い返す（○○には、サンスター・ボラギノール・ヘッドライト・パブロン・ウィリアム・ババリータなどが入る）。
- 謎解きをはじめて、「あれは間違いない!UFOだ」「そうだろ、保安官?」と、外国のUFO目撃談にすり替わったところで、「何の話しとんねん!」と突っ込まれる。
- 上記と同じように謎解きを始めて、最後「以上名探偵ポアロの推理でした｣と言うことがある、また、『なにわ人情コメディ 横丁へよ～こちょ!』では麒麟の川島と合わせて突っ込まれる。その後、さらに誰かがマネをするが、それは大概似ていない。
- ものすごく慌てて何かあったかのように振る舞い、周囲が騒然としたところで「なんかあったんか?」とトボケる。
- 会話中、次第に声が低く・小さくなっていき、「何しゃべっとるかわからんわ!なんかオロオロ、オロオロと…」と突っ込まれる（小籔千豊や烏川耕一相手に使われることが多い）。
- マドンナ役がトラウマを持っているという事情を知った時に、「そやから、貴乃花は痩せたんやな〜」「それで最近多摩川にタマちゃん出てけえへんのやな〜」など意味不明な発言をする。
- 喧嘩の前に背広を脱いで、また着る。周囲は「着んのかい!」「着るんやったら脱ぐな！」とツッコむのが恒例。「脱いだら寒かったんや」と本人が言うときもある。
- 共演者の「お邪魔します」「邪魔するで〜」などに対して「邪魔するんやったら帰って〜」と返す。言われた共演者は「ほな失礼します」「あいよ〜」などと言って帰りかけ、「なんでやねん!!」と突っ込みながら戻ってくる。以前はめだかが使うことが多かったが、現在では他のメンバー(主にヤクザ役)もこのネタを使用している（主によく使うのは辻本茂雄と烏川耕一）。他局の新喜劇風番組でもよく使われ、例えば『帰ってきたあっちこっち丁稚』では間寛平が池乃に、関西ローカルの『ごきげんブランニュ』の特番の際の劇では大平サブローがトミーズ雅と赤井英和に、『トミーズのはらぺこ亭』の特番の際の劇ではトミーズ雅が中條健一と中川貴志（ランディーズ）にそれぞれ使用したことがある。
- 共演者が誰かに惚れているという設定の時に「コシヒカリやがな、いや違う、ササニシキ、はえぬきのま、いやあきたこまち、ええと〜〜ひとめぼれやがな〜〜」などと米の名前を言う。
- 「私の話を聞いてくれ」と言い、ある人物の経歴について話し出す。例「あんた、蒲郡早苗という女を知っとるか?」相手が知らないというと説明を始める。犯罪歴や現在逃走中であるなどの話をして最後に「蒲郡早苗はあんたや」などと言う。そこで「何の話をしとるんや」と突っ込まれる。
- 去り際に、「こんな諺をご存知ですか。」と言って、諺を最後まで言わずに退場する。
- （共演者1）「池やん、パチンコ行ったって、勝たれへんでしょう?」

（めだか）「いいや、勝ったり負けたり!……パチンコ屋が勝ったり、俺が負けたりな」
（共演者1）「ほな、あんた全部負けてるやん」
- （共演者1に対して）「バカだなぁ〜」。

（その後共演者が）「このギャグ池やんの今年イチオシのギャグやで」。
- ヤクザとやり合う場合、「ワシは○人もあの世へ送っとる!」と揺さぶりをかける。相手がビビると「みんな病気で死によった!」と落とす。「ソレ葬式出ただけやないかぁ!」とバレる。

そのほか、枚挙に暇がない。なお、猫の形態模写は中学生の時からのレパートリーである。

## 主な出演作

### テレビバラエティ
現在の出演番組
- よしもと新喜劇（毎日放送）

過去の出演番組
- 日曜笑劇場（朝日放送）
- 超!よしもと新喜劇 → 超コメディ60!（毎日放送）
- ナンバ壱番館（朝日放送） - マスター（語り部）
- 歌笑HOTヒット10（日本テレビ）

### テレビドラマ
- 木曜ゴールデンドラマ 嫁・姑・にせ姑（1986年、読売テレビ）
- 学校の怪談（1994年、関西テレビ） - ストーリーテラー
  - 学校の怪談R（1996年、関西テレビ） - ストーリーテラー
  - 学校の怪談f（1997年、関西テレビ） - ストーリーテラー
  - 学校の怪談G（1998年、関西テレビ） - ストーリーテラー
- 浪花少年探偵団（2000年、NHK） - 中田教頭 役
- 水戸黄門（TBS / C.A.L）
  - 第28部 第18話「大人もビックリ! 天才少年 -枚方 -」（2000年7月17日）- 長兵衛 役
  - 第31部 第18話「消えた御老公 -福山-」（2003年2月24日） - 弥次郎兵衛 役
- ドラマ30
  - おかみさんドスコイ!!（2002年、毎日放送・TBS系） - 鬼村金一朗 役
  - 家族善哉（2006年 - 2007年、毎日放送・TBS系） - 橋本鉄造 役
- 土曜プレミアム ホームレス中学生（2008年7月12日、フジテレビ） - 鳩のおっちゃん 役
- 孤独のグルメ Season6 第1話（2017年4月8日、テレビ東京） - 吉田 役

### CM
- スタート引越サービス (1990年、関西ローカル)
- アリナミン製薬 アリナミンVドリンク（1991年、アーノルド・シュワルツェネッガーと共演）
- ABCハウジング（1993年）
- エースコック ナニワのこてこてソース焼きそば（1994年 - 1995年）、浪花のラーメンどやっ!!（1994年）
- OCAT（1996年）
- 淡路ワールドパークONOKORO（1999年）
- クリスタル（2002年 - 2003年、島木譲二と共演）
- 江崎グリコ ポッキーチョコレート 「Hello New Friend! 大阪」篇（2007年4月24日 - 、新垣結衣と共演）
- 任天堂 マリオカートWii（2008年、ほしのあきと共演）
- 美十 大阪さくさくワッフル（2016年、酒井藍と共演）

### 映画
- 大阪パチンコ物語 浪花の勝負師（1992年）※オリジナルビデオ
- 岸和田少年愚連隊 カオルちゃん最強伝説（2001年）
- 岸和田少年愚連隊 カオルちゃん最強伝説 妖怪地獄（2004年） ※オリジナルビデオ
- おとうと（2010年）- アパートの家主 役
- 女子校生探偵あいちゃん (2018年3月17日) - 警備員 役[9]

#### 日本語版吹替
- ローデッド・ウェポン1（ウェズ・ルガー〈サミュエル・L・ジャクソン〉）※関西弁版